# Zakspeed 881
O 881 é o modelo da Zakspeed da temporada de 1988 da F1. 
Foi guiado por Piercarlo Ghinzani e Bernd Schneider
https://www.flickr.com/photos/antsphoto/5084395020/sizes/l/in/photostream/